# Brzeziniec (Basse-Silésie)
Pour l’article homonyme, voir Brzeziniec (Poméranie).
Brzeziniec est une localité polonaise de la gmina de Mirsk, située dans le powiat de Lwówek Śląski en voïvodie de Basse-Silésie.

## Personnalités liées à la commune
- Baila Marjanka, résistante en France, déportée à Auschwitz, est née à Brzeziniec